# Попов, Юрий Ефимович
Юрий Ефимович Попов (род. 28 февраля 1941, с. Юрак, Челябинская область) — советский и российский самбист и дзюдоист, тренер по дзюдо. Мастер спорта СССР, Заслуженный тренер РСФСР.

## Биография
Родился в 1941 в селе Юрак, что находится в нескольких десятках километров от Златоуста. Родители были раскулачены и сосланы. Окончил ремесленное училище, по первому образованию — слесарь. До службы в армии в течение двух лет занимался греко-римской борьбой у Александра Ивановича Алемасова. В армии переключился на самбо, выступал на соревнованиях, выполнил норматив на первый спортивный разряд.
По возвращении в Челябинск начал работать в милиции во вневедомственной охране и тренироваться у Хариса Юсупова. Выступал на республиканских чемпионатах, был призёром и победителем. В 1967 году удостоился звания «Мастер спорта СССР» по борьбе самбо.
В 1970 году поступил в Челябинский государственный институт физической культуры на заочное отделение. В том же году начала работать профессиональным тренером в челябинском спортивном клубе «Динамо». Среди его подопечных ― заслуженные тренеры Виктор Мосейчук и Александр Миллер, чемпион СССР Сергей Горичев, министр промышленности и торговли Российской Федерации Виктор Христенко и многие другие спортсмены. Всего подготовил около сотни мастеров спорта.
В 1987 году был удостоен почётного звания «Заслуженный тренер РСФСР».
Проработал тренером более пятидесяти лет своей жизни. На данный момент занимается СДЮСШОР по дзюдо им. Григория Веричева в Челябинске.